# Thomas R. Holtz Jr.
Thomas Richard Holtz Jr. (13 de setembro de 1965) é um paleontólogo de vertebrados americano, autor e professor principal do Departamento de Geologia da Universidade de Maryland. Ele publicou extensivamente sobre a filogenia, morfologia, ecomorfologia e locomoção de predadores terrestres, especialmente em tiranossaurídeos e outros dinossauros terópodes. Ele escreveu o livro Dinosaurs: The Most Complete, Up-to-Date Encyclopedia for Dinosaur Lovers of All Ages e é o autor ou co-autor dos capítulos "Saurischia", "Basal Tetanurae", e "Tyrannosauroidea". Foi o consultor científico para reconstituição de dinossauros no documentário da BBC Caminhando com Dinossauros (1999) e do filme Jurassic Park III.

## Biografia
Holtz nasceu na Califórnia. Ele afirmou que queria ser um dinossauro quando criança, mas ao saber que é impossível se transformar em um dinossauro, ele mudou seus objetivos para estudá-los. Ele freqüentou a Universidade Johns Hopkins, onde conheceu sua futura esposa. Ele então estudou em Yale, onde conheceu John Ostrom, que serviu como seu orientador acadêmico.

### Teorias
Holtz apresentou várias novas teorias e hipóteses sobre a classificação dos dinossauros. Por exemplo, ele cunhou os termos Maniraptoriformes e Arctometatarsus. Ele também propôs dois sistemas de classificação para terópodes. O primeiro é o clado Arctometatarsalia, formado por tiranossauróides, ornitomimossauros e troodontídeos, porque todos esses celurossauros tinham ossos metatarsais médios pinçados em seus pés. Neste sistema de classificação proposto, os tiranossauros eram supostamente basais a um clado conhecido como Bullatosauria, que era formado pelos Troodontidae e Ornithomimosauria. Esses dois grupos pretendiam formar um clado, porque ambos compartilhavam uma característica comum; que era uma cápsula craniana. No entanto, mais tarde, ambos os sistemas de classificação foram encontrados parafiléticos, ou "artificial", clados. Por exemplo, os troodontídeos agora são conhecidos como deinonicossauros, ou "raptores", intimamente relacionados aos dromaeossaurídeos e pássaros. A descoberta de tiranossauroides basais, como Guanlong, que não possuía um arctometatarso, também ajudou a refutar essa teoria.
Holtz também foi uma figura chave na descoberta de que os tiranossauros não eram carnossauros, como se acreditava anteriormente pela maioria dos paleontólogos, mas sim grandes celurossauros. Um dos primeiros cientistas a teorizar isso, Holtz contribuiu muito para o desmascaramento de um Carnosauria monofilético que continha Megalosauroidea, Allosauroidea e Tyrannosauroidea. No entanto, o colega paleontólogo de vertebrados Oliver Rauhut é conhecido por recuperar um Carnosauria monofilético que contém Megalosauroidea e Allosauroidea em muitas de suas publicações, embora, como a maioria dos pesquisadores, ele concorde que os tiranossauróides são provavelmente celurossauros, com base nas conclusões feitas por Holtz.